# Кагуз 10
Кагуз 10 (англ. Cahoose 10) — індіанська резервація в Канаді, у провінції Британська Колумбія, у межах регіонального округу Карібу.

## Населення
За даними перепису 2016 року, індіанська резервація не ма постійного населення.

## Клімат
Середня річна температура становить 2,6°C, середня максимальна – 17,2°C, а середня мінімальна – -15,1°C. Середня річна кількість опадів – 530 мм.
| Клімат поселення                              | Клімат поселення | Клімат поселення | Клімат поселення | Клімат поселення | Клімат поселення | Клімат поселення | Клімат поселення | Клімат поселення | Клімат поселення | Клімат поселення | Клімат поселення | Клімат поселення | Клімат поселення |
| Показник                                      | Січ.             | Лют.             | Бер.             | Квіт.            | Трав.            | Черв.            | Лип.             | Серп.            | Вер.             | Жовт.            | Лист.            | Груд.            |                  |
| Середній максимум, °C                         | −1,28            | 1,10             | 5,16             | 9,43             | 13,68            | 17,22            | 17,01            | 16,92            | 13,13            | 7,82             | 1,12             | −3,02            |                  |
| Середня температура, °C                       | −8,18            | −5,81            | −1,76            | 2,52             | 6,76             | 10,31            | 12,71            | 12,62            | 8,82             | 3,52             | −3,16            | −7,3             |                  |
| Середній мінімум, °C                          | −15,1            | −12,73           | −8,68            | −4,4             | −0,15            | 3,39             | 8,40             | 8,32             | 4,53             | −0,79            | −7,48            | −11,6            |                  |
| Норма опадів, мм                              | 56               | 34               | 28               | 23               | 35               | 48               | 43               | 39               | 41               | 57               | 68               | 58               |                  |
| Середньомісячна швидкість вітру, м/с          | 1.74             | 1.82             | 2.00             | 2.20             | 2.20             | 2.23             | 2.16             | 1.93             | 1.82             | 1.90             | 1.92             | 1.65             |                  |
| Середньомісячна сонячна радіація, кДж/м²·день | 2642             | 5232             | 9753             | 14520            | 18157            | 19623            | 19717            | 16557            | 11396            | 6124             | 2975             | 1965             |                  |
| --------------------------------------------- | ---------------- | ---------------- | ---------------- | ---------------- | ---------------- | ---------------- | ---------------- | ---------------- | ---------------- | ---------------- | ---------------- | ---------------- | ---------------- |
| Джерело:                                      |                  |                  |                  |                  |                  |                  |                  |                  |                  |                  |                  |                  |                  |